# داودا جابی
داودا جابی (انگلیسی: Daouda Jabi؛ زادهٔ ۱۰ آوریل ۱۹۸۱) بازیکن فوتبال اهل گینه بود.
از باشگاه‌هایی که در آن بازی کرده است می‌توان به باشگاه فوتبال آژاکسیو، باشگاه ورزشی ساحلی دانکرک، باشگاه ورزشی کایسری ارجیسپور، باشگاه فوتبال ترابزون‌اسپور، باشگاه فوتبال لانس، و باشگاه فوتبال گرونوبل فوت ۳۸ اشاره کرد.
وی همچنین در تیم ملی فوتبال گینه بازی کرده است.